# Pandurista encarsiotoma
Pandurista encarsiotoma är en fjärilsart som beskrevs av Diakonoff 1953. Pandurista encarsiotoma ingår i släktet Pandurista och familjen vecklare. Inga underarter finns listade i Catalogue of Life.